# San Cristóbal del Monte (Cantabria)
San Cristóbal del Monte es una localidad del municipio de Valderredible (Cantabria, España).  Está localizada a 1000 m s. n. m., y dista 25 km de la capital municipal, Polientes. En el año 2024 contaba con una población de 14 habitantes (INE).

## Paisaje y naturaleza
Desde San Cristóbal del Monte hasta Rasgada, pasando por Navamuel, se extiende un agradable vallejo delimitado por una sucesión de lomas suaves cubiertas con matorrales y roble bajo que alternan con las repoblaciones recientes de pinos. Desde los puntos altos se obtienen buenas vistas de la zona de Valdelomar y del murallón calizo del borde del páramo de La Lora en la zona palentina.

## Patrimonio histórico
La iglesia de San Cristóbal se comienza a construir en el siglo XIII dentro de la estética cisterciense que se propaga por la zona desde el monasterio de San Andrés de Arroyo en el norte de Palencia. Contiene una bella portada abocinada, con cuatro arquivoltas y capiteles de crochet, característicos del estilo. En el interior, sobresale la parte del arco triunfal apoyado en dobles columnas entre otras dos acodilladas, sobre las que descansan las nervaduras de las bóvedas. Las demás partes de la iglesia corresponden a una ampliación en tiempos barrocos.
En el casco urbano, destaca la casa solariega de los Bravo de Sobremonte, que perteneció a Gaspar Bravo de Sobremonte, médico de cámara de Felipe IV y de la Inquisición. EL volumen principal del edificio es la torre, que presenta paños muy cerrados en los que se abren pequeñas ventanas cuadradas. En el frente luce el escudo de armas familiar bajo moldura guardapolvos. A la torre se adosan otras dependencias por la parte este y todo el conjunto se protege por una alta tapia de sillería en la que se abren dos portaladas. La obra data del siglo XVII y es buena muestra de la arquitectura civil que surge con posterioridad a las innovaciones formales de El Escorial, que aquí se aprecian en la solidez y sobriedad de los elementos constructivos y en los remates de bolas en el alero de la torre y en las portaladas.

## Personas destacadas
- Gaspar Bravo de Sobremonte (c. 1610-1683), médico, catedrático de la Universidad de Valladolid. Médico de cámara de Felipe IV y Carlos II.[1]